# 杨逢春 (1963年)
杨逢春（1963年12月—），男，江西兴国人，中华人民共和国政治人物。江西水利专科学院（现南昌工程学院）毕业，华中科技大学管理学博士学位。

## 生平
1984年7月加入中国共产党。同月从江西水利专科学院（现南昌工程学院）毕业后，留校任工程系政治辅导员、团总支书记。此后，先后赴江西省委党校、中央党校学习。
1992年7月，南下海南，历任海南省经济合作厅办公室副主任，中共三亚市委组织部副部长，市委秘书长兼市直工委书记，市委常委、组织部部长，市委常委、常务副市长，省跨海工程筹建办公室党组副书记、副主任等职。
2011年8月，任国家民族事务委员会人事司司长。
2016年5月，任青海省人民政府副省长兼秘书长。2017年3月，不再担任青海省人民政府秘书长。